# Hrastišta
Hrastišta (en serbe cyrillique : Храстишта) est un village de Bosnie-Herzégovine. Il est situé sur le territoire de la ville d'Istočno Sarajevo, dans la municipalité de Sokolac et dans la république serbe de Bosnie. Selon les premiers résultats du recensement bosnien de 2013, il ne compte plus aucun habitant.

## Géographie
Le village est situé sur les bords de la rivière Kaljina, un affluent de la Bioštica.

## Démographie

### Évolution historique de la population dans la localité
| 1948 | 1953 | 1961 | 1971 | 1981 | 1991 | 2013 |
| ---- | ---- | ---- | ---- | ---- | ---- | ---- |
| -    | -    | 86   | 85   | 67   | 49   | 0    |

|  |

### Répartition de la population par nationalités (1991)
En 1991, les 49 habitants du village étaient tous Musulmans (Bosniaques).